# ソウル麻浦警察署
ソウル麻浦警察署（ソウルマポけいさつしょ）は、ソウル地方警察庁所管の警察署である。

## 管轄区域
- 麻浦区

## 沿革
- 1945年10月21日 - 国立警察開設とともに設置
- 2001年12月27日 - ソウル麻浦警察署に改称。

## 管轄地区隊
- 孔徳地区隊
- 龍江地区隊
- 西江地区隊
- 弘益地区隊
- ワールドカップ地区隊

## 管轄派出所
- 望遠派出所
- 合井派出所
- 上岩派出所